# Ратушна вулиця (Херсон)
Ратушна вулиця — вулиця в Херсоні, розташована в Центральному та Корабельному районах; з'єднує Одеську площу із вул. Ярослава Мудрого.

## Історія
В кінці XVIII століття ділянка землі праворуч від вулиці, між вулицею Грецької (Соборною) і річкою Кошовою, належала князю Григорію Потьомкіну, через що була позначена на плані міста під № 1. Побудований на цій ділянці будинок з часом занепав і в середині XIX століття був розібраний.
На плані міста 1792 на місці майбутньої вулиці показані «обивательські будівлі». Сформована в першій половині XIX ст. — на той час називалася Воронцовською (на честь генерал-губернатора Новоросії та Бессарабії, князя Михайла Воронцова). З'єднувала пристань з найбільшим ринком Привоз.

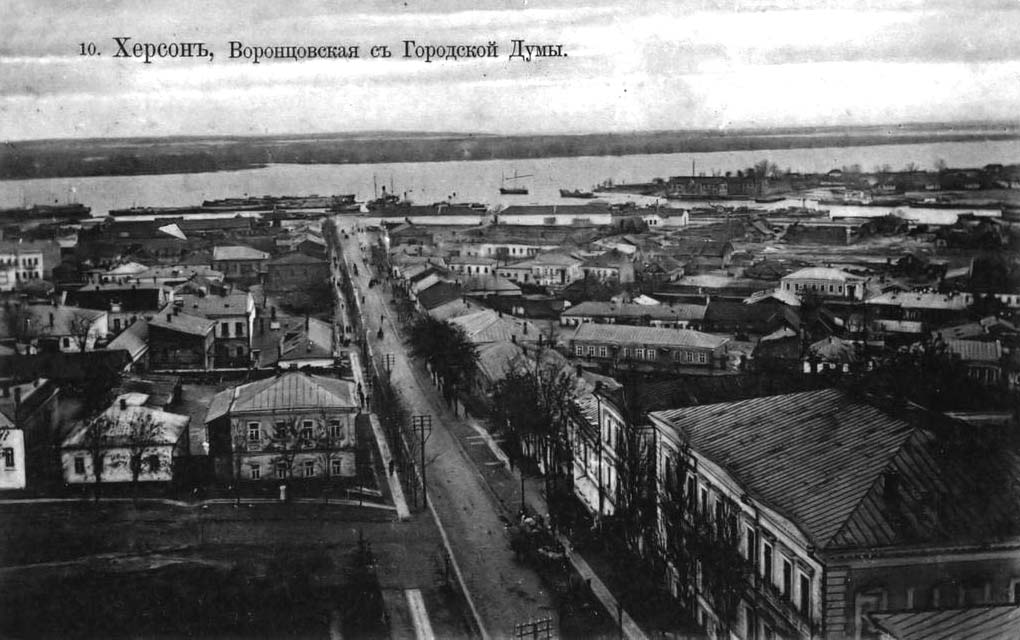
Вулиця Воронцовська (від перехрестя з вул. Соборною) на початку ХХ століття

У 1886 році вона була першою замощена дорогим гранітом від берега Дніпра до головної міської вулиці Суворовської.
У середині XIX століття, після будівництва кам'яної набережної, на початку вулиці з'явилася Набережна площа (Одеська площа) з невеликим ринком. Поруч, уздовж Дніпра і Кошової, розташувалися хлібні та лісові склади. В кінці XIX століття тут була облаштована пристань Каравадіна і Ко, а до початку XX століття — ще кілька приватних пристаней.
У 1924 році вулиця була перейменована на вул. Комунарів. Назву Воронцовська повернуто 2016 року.
У жовтні 2023 року вулицю Воронцовському перейменували на вулицю Ратушну в рамках кампанії деколонізації, що розпочалася після повномасштабного російського вторгнення в Україну.

## Опис

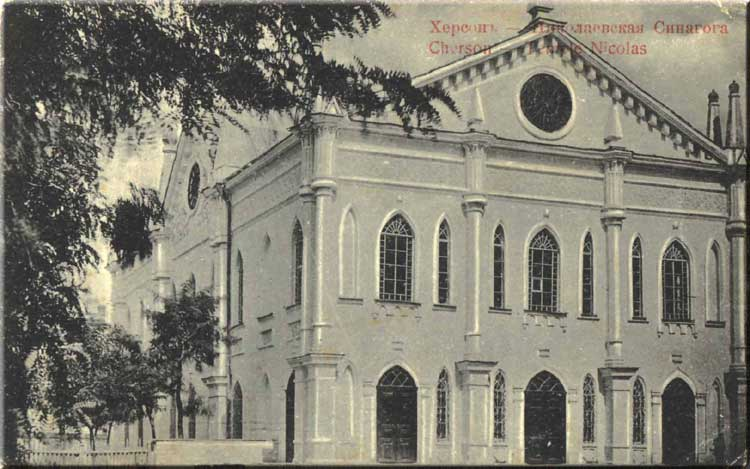
Ново-Миколаївська синагога у Херсоні, поштова листівка початку XX століття

Вулиця відіграє роль важливої транспортної артерії, з'єднуючи місто тролейбусною лінією та іншими видами транспорту з морським і річковим портами.
Перший поверх 9-поверхового будинку (буд. № 6) займає одне з найбільших на півдні Україні обласне бюро подорожей та екскурсій, створене в 1965 році.
В буд. № 11 у 1870—1894 роках жив археолог і нумізмат П. І. Бурачков, що видав каталог античних монет власної колекції, яка зберігається нині в Державному Історичному музеї (Москва).
В буд. № 16 бував Коста Хетагуров — тут жив нотаріус Тимчинський, з родиною якого опальний поет перебував у дружніх стосунках.
Будинок, розташований на перехресті з вул. Віктора Гошкевича (Семінарською) було збудовано у 1858 році за проектом губернського архітектора Людвига Тоннеса. На той час будинок належав настоятелю Успенського собору проторієрею Максиму Перепеліцину. Наприкінці 2000-х будинок було реконструйовано.
У будівлі синагоги (буд. № 14) в 1960 р. відкрито планетарій, якому у 1965 році присвоєне ім'я російського космонавта Юрія Гагаріна.